# Отход Корнуоллиса
Отход Корнуоллиса (англ. Cornwallis' Retreat) — также Первый бой у острова Груа (англ. First Battle of Groix), арьергардный бой (иногда называется «отход с боем») британской эскадры Уильяма Корнуоллиса с французским флотом адмирала Вилларе-Жуайёза 17 июня 1795 у западного побережья Франции.

## Предыстория
Снабжение французских эскадр, блокированных в Бресте и Лориане, производилось в основном не по суше, а каботажными судами. Для защиты многочисленного конвоя, вышедшего из Бордо, из Бреста были отряжены 3 линейных корабля (командующий контр-адмирал Ванс). 8 июня произошло их столкновение с британской эскадрой из 5 линейных кораблей, крейсировавшей в Бискайском заливе. Британцы успели взять восемь транспортов конвоя, пока он не ушёл под защиту берега. HMS Kingfisher через три дня отвёл призы в порт.
Когда новость достигла Бреста, Вилларе-Жуайёз, полагая, что Ванс блокирован под Бель-Иль, вывел 9 линейных кораблей (единственные готовые к выходу) на соединение с уже находящимися в море тремя. С ними вышли 9 фрегатов (из них два переделанных в 50-типушечные). 15 июня они соединились с Вансом у острова Груа, а на следующий день обнаружили небольшую эскадру Корнуоллиса.
Соединившиеся 12 линейных кораблей, не считая более мелких, 16 июня снова встретились с пятью британскими, которые после паузы вернулись в район крейсирования. Последовала погоня, и британский адмирал Корнуоллис оказался перед дилеммой: два его корабля были плохими ходоками, бросать их на милость французов он не хотел, а задержаться и вступить в бой при таком неравенстве сил означало рисковать всей эскадрой.

## Ход боя
17 июня произошла стычка эскадры Корнуоллиса с передовыми французскими кораблями. Корнуоллис, по всем свидетельствам, действовал крайне твёрдо и хладнокровно. Его выручила к тому же хорошая выучка его людей, особенно артиллерии, и неэффективность стрельбы и растянутость французского флота.
Корнуоллис поставил в линию HMS Brunswick, HMS Royal Sovereign (флагман), HMS Bellerophon, HMS Triumph и HMS Mars, а французы с 12 линейными и 14 фрегатами начали погоню. Перестрелка началась с 9 утра. Французы открыли огонь по Mars и повредили его настолько, что ближе к концу дня он свалился из линии под ветер и попал бы в плен, не поверни ему на помощь Royal Sovereign и Triumph. Прямо перед этим находившийся под ветром фрегат HMS Phaeton делал сигналы, которые для французов вполне могли выглядеть как сообщение другому флоту, ими ещё не видимому. В сочетании с решительной атакой Royal Sovereign эти сигналы посеяли у противника сомнение. Французы увалились и прекратили бой.
Около 6 вечера Вилларе-Жуайёз отказался от преследования. Только Mars и Triumph имели повреждения. На Triumph были побиты мачты и порваны паруса, но кроме несколько попаданий в корпус он потерь не имел. Как результаты (из британских кораблей только один понёс потери в людях), так и действия французов говорят о неудовлетворительном состоянии их флота. Недостаток времени, проводимого в море, вылился в слабую подготовку команд, что и спасло британцев от поражения.

## Последствия
В Англии отход Корнуоллиса приобрёл не меньшую известность, чем иные победы, и заслужил свою долю внимания художников и гравёров.

## Силы сторон
| Великобритания       | Великобритания                                      | Франция                  | Франция                                                        |
| Корабль              | Командир                                            | Корабль                  | Командир                                                       |
| -------------------- | --------------------------------------------------- | ------------------------ | -------------------------------------------------------------- |
| Royal Sovereign, 100 | Вице-адмирал Уильям Корнуоллис, Капитан John Whitby | Peuple Souverain, 118    | Вице-адмирал Луи Тома де Вилларе-Жуайёз, Капитан Jacques Angot |
| Mars, 74             | Капитан сэр Charles Cotton                          | Redoutable, 74           | Контр-адмирал Кергелен, Капитан Pierre Augustin Moncousu       |
| Triumph, 74          | Капитан Erasmus Gower                               | Alexandre, 74            | Капитан François-Charles Guillemet                             |
| Brunswick, 74        | Капитан Charles Fitzgerald                          | Droits de l’Homme, 74    | Капитан Cornic                                                 |
| Bellerophon, 74.     | Капитан Cranstoun                                   | Formidable, 74           | Капитан Шарль Линуа                                            |
| Phaeton, 38          | Капитан Роберт Стопфорд                             | Fougueux, 74             | Капитан Giot-Labrière                                          |
| Pallas, 32           | Капитан Henry Curzon                                | Jean Bart, 74            | Капитан Gouardon                                               |
| Kingfisher, 18       | Коммандер(?) Thomas Le Marchant Gosselyn            | Mucius, 74               | Капитан Larréguy                                               |
|                      |                                                     | Nestor, 74               | Вице-адмирал(?) Vence, Капитан Henry                           |
|                      |                                                     | Tigre, 74                | Капитан Jacques Bedout                                         |
|                      |                                                     | Wattignies, 74           | Капитан Joseph René Donat                                      |
|                      |                                                     | Zélé, 74                 | Капитан Aved-Magnac                                            |
|                      |                                                     | Brave, 42                | Капитан Thévénard                                              |
|                      |                                                     | Scévola, 42              | Капитан Le Bozec                                               |
|                      |                                                     | Cocarde nationale, 40    | Капитан Quérangal                                              |
|                      |                                                     | Driade, 36               | (?) Gramont                                                    |
|                      |                                                     | Fidèle, 38               | лейтенант Bernard                                              |
|                      |                                                     | Fraternité, 34           | лейтенант Florinville                                          |
|                      |                                                     | Insurgente, 32           | (?) Violette                                                   |
|                      |                                                     | Néréide, 34              | лейтенант Briand                                               |
|                      |                                                     | Proserpine, 38           | Капитан Daugier                                                |
|                      |                                                     | Régénéré, 42             | Капитан Héron                                                  |
|                      |                                                     | République française, 40 | лейтенант Pitôt                                                |
|                      |                                                     | Tribune, 40              | лейтенант Bernard                                              |
|                      |                                                     | Vengeance, 40            | лейтенант Le Comte                                             |
|                      |                                                     | Virginie, 40             | лейтенант Bergeret                                             |
|                      |                                                     | Attalante, 16            | лейтенант Bernard                                              |
|                      |                                                     | Tribune, 16              | суб-лейтенант (фр. sous-lieutenant) Dordelin                   |
|                      |                                                     | Constance, 22            | лейтенант Bouchet                                              |
|                      |                                                     | Lascasad, 18             | (?) Blanzon                                                    |
|                      |                                                     | Papillon, 14             | лейтенант Cousin                                               |
|                      |                                                     | Papillon, 12             | суб-лейтенант Menou                                            |
|                      |                                                     | Large, 10                | суб-лейтенант Le Large                                         |
|                      |                                                     | Printemps, 10            | (?) Faucher                                                    |
|                      |                                                     | Bonnet Rouge, 10         | суб-лейтенант Denis                                            |